# 나탈리야 콥쇼바
나탈리야 베네딕토브나 콥쇼바(러시아어: Наталья Венедиктовна Ковшова, 1920년 11월 26일 ~ 1942년 8월 14일)는 러시아의 군인이다.

## 생애
러시아 바시키르 공화국 우파 출신이며 모스크바에 위치한 고등학교를 졸업했다. 모스크바 항공 대학교에서 마리야 폴리바노바(Mariya Polivanova)라는 여자를 만났는데 두 사람은 친구처럼 지내게 된다.
1941년부터 1942년까지 제2차 세계 대전의 동부 전선에서 마리야 폴리바노바와 함께 참전했다. 콥쇼바는 루프트바페의 공격에 맞서서 자경단을 조직했다.
1942년 1월에는 마리야 폴리바노바와 함께 소련 북서부 전선에 참전했다. 독일 군대가 모스크바를 침공하던 과정에서는 300명이 넘는 독일군 병사들을 저격했다. 이러한 공로를 인정받아 소련 정부로부터 적성훈장을 받았다.
1942년 8월 독일 국방군이 벨리키노브고로드를 공격하는 과정에서 전사했다. 소련 정부는 나탈리야 콥쇼바가 모국의 해방을 위한 투쟁 정신을 보여주었다고 선전했다.

## 같이 보기
- 알리야 몰다굴로바